# Кукув-Фольварк
Кукув-Фольварк (пол. Kuków-Folwark) — село в Польщі, у гміні Сувалки Сувальського повіту Підляського воєводства.
Населення — 62 особи (2011).
У 1975-1998 роках село належало до Сувальського воєводства.

## Демографія
Демографічна структура станом на 31 березня 2011 року:
|          | Загалом | Допрацездатний вік | Працездатний вік | Постпрацездатний вік |
| -------- | ------- | ------------------ | ---------------- | -------------------- |
| Чоловіки | 32      | 5                  | 26               | 1                    |
| Жінки    | 30      | 6                  | 21               | 3                    |
| Разом    | 62      | 11                 | 47               | 4                    |